# Свердлов, Аркадий Владимирович
Аркадий Владимирович Свердлов (25 декабря 1906, Владимир, Российская империя — 19 октября 1979, Москва, СССР) — советский военно-морской деятель, капитан 1 ранга (1943). Кавалер ордена «За храбрость» — высшей военной награды Болгарии.

## Биография
Родился 25 декабря 1906 года в городе Владимир Российской империи в еврейской семье. Двоюродный племянник Якова Михайловича Свердлова.

### Военная служба

#### Межвоенные годы
С октября 1923 года — курсант военно-морского подготовительного училища. С октября 1926 года — курсант  Военно-морского училища имени М. В. Фрунзе. С мая 1930 года, после окончания училища, служит на Черноморском флоте вахтенным начальником канонерской лодки «Красный Аджаристан». С ноября 1931 года — командир двенадцатидюймовой артиллерийской башни на линкоре «Парижская коммуна». С апреля 1932 года служит на крейсере «Червона Украина» под командованием капитана 2-го ранга, будущего главкома ВМФ СССР Н. Г. Кузнецова: командиром батареи главного калибра, с мая 1932 года командиром дивизиона главного калибра, а с декабря 1933 года — командиром БЧ-2 — всей артиллерии крейсера. С декабря 1934 года назначен командиром новой строящейся береговой батареи 42-го отдельного артиллерийского дивизиона Северо-западного укреплённого района ЧФ (ныне в черте города Одесса). Принял активное участие в строительстве и оснащении батареи, после её ввода в строй, в феврале 1937 года был переведен под Севастополь, где командовал 30-й бронебашенной батареей 1-го Отдельного дивизиона Крымского укреплённого района береговой охраны ЧФ.
С октября 1938 года — преподаватель Военно-морского училища береговой обороны имени ЛКСМУ в Севастополе. С февраля 1938 года, после заочного окончания Военно-морской академии Рабоче-Крестьянской Красной Армии имени К. Е. Ворошилова, назначен начальником штаба только что создававшегося Керченско-Кавказского укрепленного района, в задачу которого входили охрана побережья и возведение на нем оборонительных сооружений. Член ВКП(б) с 1940 года. С марта 1940 года — начальник штаба Батумской, а с 5 апреля 1941 года, Потийской военно-морской базы. В операционную зону базы входили участок побережья от границы с Турцией до Адлера и прилегающие воды Чёрного моря. В боевой состав базы входили: два дивизиона подводных лодок, дивизион эсминцев, бригада торпедных катеров, дивизион сторожевых катеров, соединение охраны водного района, четыре батареи береговой обороны и шесть зенитных батарей.

#### Великая Отечественная война
С началом войны в прежней должности. После перебазирования в Поти главных сил Черноморского флота и ряда его учреждений в октябре 1941 года Потийская ВМБ стала фактически главной базой Черноморского флота. С октября 1941 года капитан 3-го ранга Свердлов был назначен начальником штаба Азовской военной флотилии под руководством контр-адмирала, будущего главкома ВМФ СССР С. Г. Горшкова. Участвовал в Донбасско-Ростовской оборонительной операции, в Керченско-Феодосийской десантной операции. В августе 1942 года, после отхода советских войск к Новороссийску, участвовал в планировании и организации успешного прорыва из Азовского в Чёрное море 150 боевых кораблей и судов, за что был награждён орденом Красного Знамени. Принимал участие в оборонительном этапе битвы за Кавказ. После расформирования флотилии, с октября 1942 года — начальник штаба Новороссийской военно-морской базы под командованием контр-адмирала Г. Н. Холостякова. В этой должности в начале февраля 1943 года участвовал в организации и осуществлении легендарного десанта на Мысхако под командованием майора Ц. Л. Куникова.
В феврале 1943 года была возрождена Азовская военная флотилия под руководством С. Г. Горшкова, а капитан 2-го ранга Свердлов вновь назначен её начальником штаба. В 1943 году флотилия активно содействовала советским войскам в Донбасской операции и в Новороссийско-Таманской наступательной операции. Силы флотилии провели серию десантных операций на Азовском море: десант у косы Вербяной, Таганрогский десант, Мариупольский десант, десант у Осипенко, Темрюкский десант. За умелое и мужественное руководство боевыми операциями по высадке десантов в районе Таганрога и Осипенко и за достигнутые в результате этих операций успехи в боях с немецко-фашистскими захватчиками, начальник штаба флотилии Свердлов был награждён орденом Суворова II степени. В ходе Керченско-Эльтигенской десантной операции Азовская флотилия под его руководством высаживала силы главного десанта под Керчью и обеспечивала поддержку с моря советских войск на Керченском плацдарме. Захваченный Керченский плацдарм был использован в дальнейшем при освобождении Крыма в апреле 1944 года в ходе Крымской наступательной операции.
В апреле 1944 года Азовская военная флотилия была расформирована и на её базе воссоздана Дунайская военная флотилия. Командующим флотилией стал контр-адмирал С. Г. Горшков, а начальником штаба — капитан 1-го ранга Свердлов, который руководит штабом флотилии в Ясско-Кишинёвской, Апатин-Капошварской и Будапештской операциях, в форсировании Днестровского лимана, в тактических десантах: в Жебрияны — Вилково, в Килию Новую, в Герьен. В Белградской операции, в морских десантах: в Радуевац и Прахово, в Смедерево. В декабре 1944 года командующим флотилией был назначен контр-адмирал Г. Н. Холостяков, под его командованием и планированием начальника штаба Свердлова войска флотилии приняли участие в тактических десантах: в Илок и Опатовац, в в Вуковар. С марта 1945 года флотилия приняла участие Венской наступательной операции, в тактических десантах: у Тата и Орта, в Радвань, в районе Опатовац — Сотин, на Имперский мост в Вене. За умелое и успешное осуществление боевых операций флотилии на заключительном этапе войны начальник штаба флотилии Свердлов был награждён орденами Нахимова I степени и Отечественной войны I степени.
За время войны капитан 1-го ранга Свердлов был пять раз персонально упомянут в благодарностях в приказах Верховного Главнокомандующего.

#### Послевоенное время
После войны продолжил службу в прежней должности начальника штаба Дунайской флотилии. В 1951 году поступил на военно-морской факультет Высшую военной академии имени К. Е. Ворошилова. С 1953 года, после окончания академии, служит на ответственных должностях в Управлении военно-морских учебных заведений ВМФ СССР, занимался организацией и совершенствованием учебного процесса в военно-морских училищах и научно-исследовательской работой. 17 января 1962 года капитан 1-го ранга Свердлов был уволен в запас.
После увольнения с военной службы проживал в Москве, занимался общественной деятельностью и литературным творчеством — писал мемуары.
Умер 19 октября 1979 года. Похоронен в Москве на Кунцевском кладбище (участок 9).

## Награды
СССР
- орден Ленина (20.06.1949)[6][7];
- три ордена Красного Знамени (23.10.1942[8], 03.11.1944[9][7], 03.11.1953[10][7]);
- орден Нахимова I степени (20.04.1945)[11];
- орден Суворова II степени (18.09.1943)[12];
- орден Отечественной войны I степени (08.07.1945)[13]
  - медали в том числе:
  - «За оборону Кавказа» (1944)[14];
  - «За победу над Германией в Великой Отечественной войне 1941—1945 гг.» (1945)[15];
  - «За взятие Будапешта» (1945)[10];
  - «За взятие Вены» (1945)[10];
  - «За освобождение Белграда» (1945)[10];
  - «Ветеран Вооружённых Сил СССР» (1976)

Приказы (благодарности) Верховного Главнокомандующего в которых отмечен А. В. Свердлов.
- За форсирование реки Дунай, овладение городом — портом Тулча и портом Сулина — важную военно-морскую базу немецких захватчиков на Чёрном море. 28 августа 1944 года. № 180.
- За овладение городом и важнейшим портом на Чёрном море — Констанца, служившим в течение трех лет основной базой военно-морского флота немецко-фашистских захватчиков. 29 августа 1944 года. № 181.
- За прорыв сильно укреплённой обороны немцев в горах Вэртэшхедьшэг, западнее Будапешта, разгром группы немецких войск в районе Естергома, а также, овладение городами Естергом, Несмей, Фельше-Галла, Тата. 25 марта 1945 года. № 308.
- За форсирование рек Грон и Нитра, прорыв обороны противника по западным берегам этих рек и овладение городами Комарно, Нове-Замки, Шураны, Комьятице, Врабле — сильными опорными пунктами обороны немцев на братиславском направлении. 30 марта 1945 года. № 318.
- За овладение штурмом важным промышленным центром и главным городом Словакии Братислава — крупным узлом путей сообщения и мощным опорным пунктом обороны немцев на Дунае. 4 апреля 1945 года. № 330.

Других государств
 Болгария:
- орден «За храбрость» II степени (14.10.1945)
- орден «За военные заслуги» II степени
- медаль «25 лет Болгарской народной армии» (1969)

 Венгрия:
- орден Венгерской свободы II степени

 Румыния:
- орден Звезды Румынии III степени

 Югославия:
- орден «За заслуги перед народом» I степени (21.11.1945)

## Память
- В 1989 году именем Аркадия Свердлова было названо сухогрузное судно, типа «река-море» Советского Дунайского пароходства, ныне Украинского Дунайского пароходства[20].
- Фото А. В. Свердлова размещено в Музее обороны Одессы.